# The Dancer (film 2000)
The Dancer è un film del 2000 diretto da Frédéric Garson.

## Trama
India è una bravissima ballerina muta che sogna ardentemente di danzare un giorno sui palcoscenici di Broadway. La giovane vive con il fratello Jasper, che le fa da manager, insegna danza in una struttura riabilitativa per bambini muti e il sabato sera balla in un locale di Brooklyn, sfidando i più talentuosi musicisti che le propongono ogni genere musicale su cui muoversi: dalla techno al funk, dal jazz al soul. Un giorno India prende coraggio e partecipa a un provino per uno spettacolo a Broadway: sebbene sia stata scelta, viene successivamente scartata non appena i giudici si accorgono del suo “handicap”.
La sua vita cambia quando incontra Isaac, un giovane inventore che decide di creare per lei uno strumento capace di trasformare il movimento della ragazza in musica…